# Hubert Michel Fortuné Legagneur
Hubert Michel Fortuné Legagneur, né à Hattonchâtel le 17 février 1797 et mort le 10 janvier 1876 à Paris, est un homme politique et magistrat français.

## Biographie
Hubert Michel Fortuné Legagneur est né à Hattonchâtel (département de la Meuse) le 29 pluviôse An V (17 février 1797). Il entre dans la magistrature sous la Restauration comme substitut du procureur du Roi à Vouziers en 1820 puis substitut à Metz en 1821. Nommé procureur du Roi à Charleville en 1825 puis avocat général à la cour de Metz en 1826, il est président de chambre à cette même cour le 6 août 1833.
Il est procureur général à Grenoble en 1836, puis à Douai en 1839 ; c’est en cette dernière qualité qu’il est amené à donner l’ordre d’écrouer le prince Louis-Napoléon Bonaparte lors de sa tentative de débarquement à Boulogne ; il suit l’affaire jusqu’à la comparution du prétendant impérial devant la Chambre des pairs, qui se solde par la détention au fort de Ham.
Vice-président à la cour royale de Grenoble en 1840, il est nommé par Louis-Philippe premier président à la cour de Toulouse le 7 août 1843 et élevé à la dignité de pair de France le 23 septembre 1845.
Conseiller à la Cour de Cassation en 1847, attaché à la chambre criminelle et rapporteur dans nombre de grandes causes, il conserve ses fonctions sous le Second Empire et devient président de chambre à la Cour de cassation en 1868.
Au cours de la guerre franco-prussienne de 1870, il est mandé par le garde des Sceaux pour présider la chambre criminelle à Poitiers. 
Commandeur de la Légion d’honneur, mainteneur de l'Académie des Jeux floraux de Toulouse, il meurt à Paris en son domicile de la rue Chauveau-Lagarde le 10 janvier 1876 et est enterré à Hattonchâtel. Dernier de son nom, il avait demandé que son patronyme soit relevé par la descendance de son neveu Charles-Auguste Salmon, qui porte désormais le nom de Salmon-Legagneur par décision du Conseil d’État en 1876.

## Distinctions
- Commandeur de la Légion d'honneur (1866)[1]

## Sources
- « Hubert Michel Fortuné Legagneur », dans Adolphe Robert et Gaston Cougny, Dictionnaire des parlementaires français, Edgar Bourloton, 1889-1891 [détail de l’édition]
- Dossiers de carrière des magistrats (1848-1883), Inventaire sommaire (BB/6(II)/1-BB/6(II)/434) par S. de Dainville-Barbiche, M. Deshayes et M. Mayeur[2]